# Raúl Auquilla
Raúl Vicente Auquilla Ortega (Sígsig, 8 de septiembre de 1952) en un ingeniero y político ecuatoriano que ocupó la prefectura de la provincia de Loja durante dos periodos consecutivos.

## Biografía
Nació el 8 de septiembre de 1952 en Sígsig, provincia de Azuay. Realizó sus estudios secundarios en el Seminario Menor San José y en el colegio La Salle de Loja. Obtuvo el título de ingeniero civil en la Universidad de Cuenca luego de haber estudiado algunos años en la Universidad Técnica Particular de Loja.
Entró a la vida pública en 1979 como director del Plan Regulador del municipio de Loja. También fue subdirector de Obras Públicas de Loja y director técnico del Plan Internacional.
Para las elecciones legislativas de 1994 intentó infructuosamente ser elegido diputado nacional en representación de Loja por el Partido Social Cristiano.
En las elecciones seccionales de 1996 fue elegido prefecto provincial de Loja por el partido Concentración de Fuerzas Populares. En las elecciones de 2000 fue reelecto al cargo por el Partido Social Cristiano. Su administración se centró principalmente en el mejoramiento del área vial y en la ejecución de proyectos educativos y deportivos.
Durante su tiempo en la prefectura fue acusado por el alcalde de Loja, José Bolívar Castillo, de realizar obras para obtener réditos políticos en áreas que eran competencia exclusiva del municipio. También recibió críticas cuando salió a la luz pública que su sueldo sobrepasaba los $6.000 dólares mensuales, mucho más que los prefectos de provincias con mayor población. Auquilla respondió aseverando que su sueldo no fue fijado por él sino por los consejeros provinciales y que él consideraba que su remuneración era justa.
En 2004 intentó ser reelecto como prefecto por la alianza entre el Partido Social Cristiano y la Unión Demócrata Cristiana para un tercer periodo, pero fue derrotado por Rodrigo Vivar por casi siete puntos porcentuales.
En las elecciones legislativas de 2006 fue elegido diputado nacional en representación de la provincia de Loja por el Partido Social Cristiano. Sin embargo, fue destituido de su cargo por el Tribunal Supremo Electoral durante la crisis legislativa causada por el pedido de aprobación de consulta popular del presidente Rafael Correa para la instauración de la Asamblea Constituyente de 2007.
En 2009 volvió a intentar recuperar el cargo de prefecto, pero perdió contra el candidato oficialista Rubén Bustamante.
Años después se unió al movimiento Creando Oportunidades (CREO) y obtuvo una curul como asambleísta nacional en representación de Loja durante las elecciones legislativas de 2013, siendo reelecto al cargo en las elecciones de 2017. Durante su segundo periodo en la Asamblea dejó las filas de CREO y regresó al Partido Social Cristiano.